# Ítil (fill de Zetos)
Ítil (en grec antic Ίτυλος), va ser, segons la mitologia grega, el fill d'Aèdon i del tebà Zetos, en la llegenda del rossinyol que explica la tradició tebana. La seva mare el va matar, pensant que matava Amaleu, el primogènit de la seva cunyada Níobe. Aèdon estava gelosa perquè Níobe tenia molts fills, mentre que ella només en tenia dos. Aèdon, penedida del seu crim, va ser transformada en rossinyol pels déus.